# Albertina Sisulu

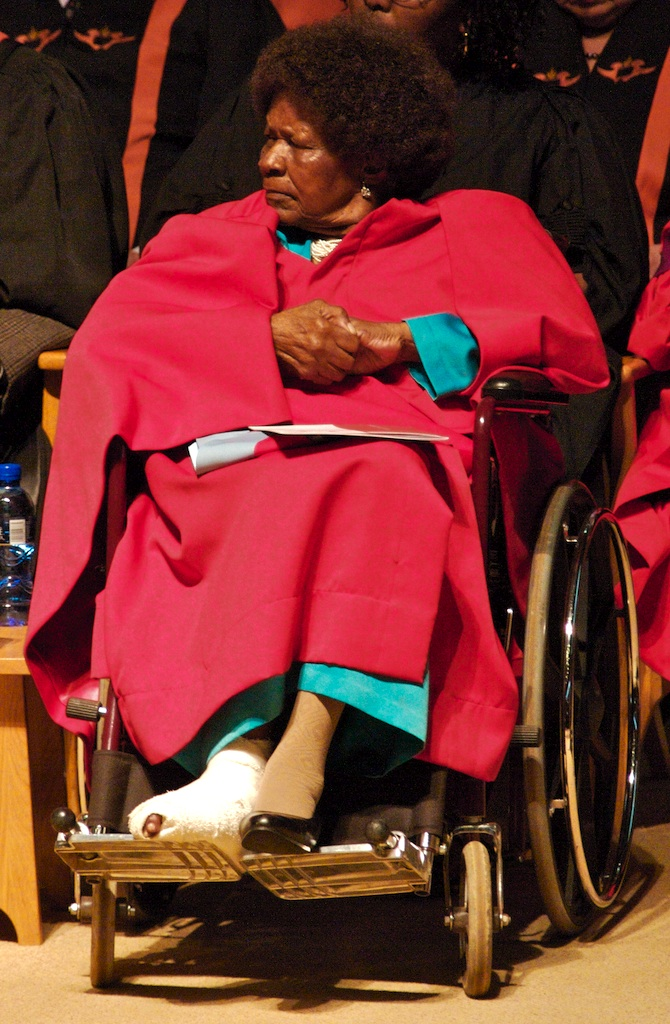
Albertina Sisulu (2007)

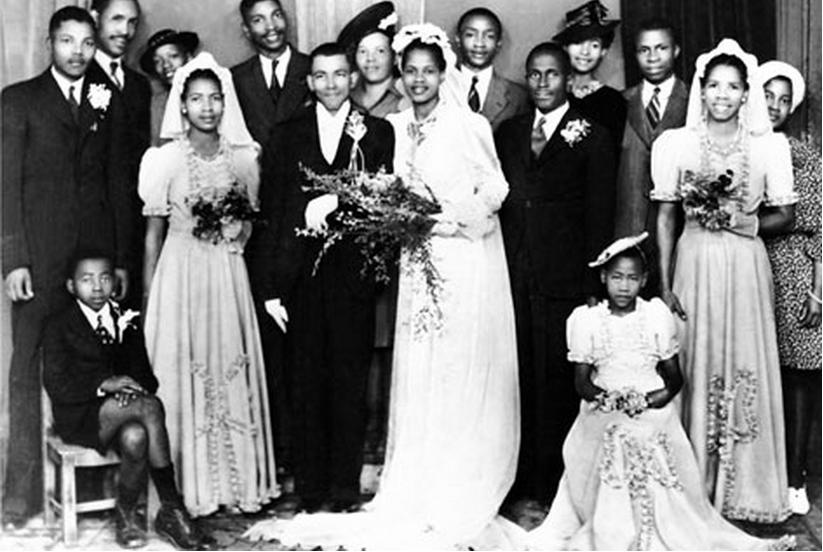
Hochzeit von Albertina und Walter Sisulu, 1944. Ganz links Nelson Mandela

Nontsikelelo Albertina Sisulu (* 21. Oktober 1918 in Cofimvaba, damals Transkei; † 2. Juni 2011 in Johannesburg) war eine südafrikanische Anti-Apartheid-Aktivistin und die Ehefrau des Anti-Apartheid-Aktivisten Walter Sisulu (1912–2003).

## Leben und Wirken
Schon in ihrer Kindheit erhielt sie, dank der Unterstützung eines deutschen Priesters, die Möglichkeit, eine Missionsschule zu besuchen, wo sie neben ihrer Muttersprache isiXhosa auch Englisch, Mathematik und Geschichte erlernte. Im Zuge ihrer christlichen Erziehung nahm sie den Namen „Albertina“ an.
1940 begann sie ihre Ausbildung als Krankenschwester in einem Krankenhaus für nicht-weiße Bevölkerungsgruppen in Johannesburg. Dort traf sie Walter Sisulu, der bereits politisch aktiv war und sie mit den Ideen des African National Congress (ANC) vertraut machte. 1944 heiratete sie ihn – Nelson Mandela, der mit Walter Sisulu eng befreundet war, trat als Trauzeuge auf.
Walter Sisulu war zu diesem Zeitpunkt bereits im ANC aktiv. Auch Albertina wurde nach der Heirat Mitglied des ANC. Die nächsten Jahrzehnte engagierte sie sich politisch gegen die Apartheid und für Frauenrechte. Sie verbüßte längere Gefängnisstrafen aufgrund ihrer Tätigkeit, stand mehrfach unter Hausarrest und erlebte, dass auch ihre Kinder inhaftiert wurden. In ihrer späteren Biografie, die von ihrer Schwiegertochter Elinor Sisulu verfasst wurde, schilderte sie dies als besonders schmerzhafte Erfahrung, weil die Repressionen auch die gesamte Familie trafen.
Albertina Sisulu hielt über viele Jahre hinweg die Kommunikation zwischen inhaftierten und exilierten ANC-Kämpfern aufrecht, während Walter Sisulu und Nelson Mandela seit den 1960er-Jahren zu lebenslangen Gefängnisstrafen verurteilt waren. Als „Mutter der Nation“ galt sie vielen als moralisches Rückgrat im Kampf gegen die rassistische Politik, was auch Erzbischof Desmond Tutu in seinen Trauerreden hervorhob.
1994 wurde Albertina Sisulu nach den ersten freien Wahlen Mitglied des südafrikanischen Parlaments. Ein Jahr zuvor hatte sie sich bereits mit einer Delegation im Weißen Haus mit dem damaligen US-Präsidenten George Bush getroffen, um über Sanktionen gegen das Apartheid-Regime zu verhandeln.
Von 1993 bis 2003 war Sisulu Präsidentin des Weltfriedensrates.
Sie und Walter Sisulu hatten fünf Kinder. Zwischen 1945 und 1958 kamen die Kinder zur Welt; alle litten unter dem repressiven Apartheid-System, das die Familie in die Knie zu zwingen drohte. Ihre Tochter Lindiwe Sisulu gehört seit 2001 dem südafrikanischen Kabinett als Ministerin verschiedener Portfolios an. Ihr Sohn Max Sisulu ist seit 2009 Sprecher der Nationalversammlung, ihr Sohn Zwelakhe Sisulu war Chefredakteur der New Nation und 1994 bis 1997 Leiter der South African Broadcasting Corporation.

## Ehrungen
1999 erhielt Sisulu den südafrikanischen Order for Meritorious Service in Gold. Sie wurde landesweit als Heldin gefeiert, weil sie unerschütterlich für Freiheit und Gerechtigkeit eingetreten war und sich niemals entmutigen ließ. Erzbischof Tutu würdigte sie bei ihrer Beisetzung mit den Worten, dass weder Gefängnis noch Schikanen ihre Liebe und ihren Glauben an die Befreiung Südafrikas hätten brechen können.